# 2011 في باكستان
فيما يلي قوائم الأحداث التي وقعت خلال عام 2011 في باكستان.

## أحداث
- 2 مايو – مقتل أسامة بن لادن
- 19 يناير – زلزال باكستان 2011

## سياسة

### تعيين في المنصب
- 11 فبراير – حنا رباني خار الوزير الاتحادي للشؤون الخارجية [الإنجليزية]‏.

## وفيات

### ديسمبر
- 4 ديسمبر – ديف أناند (مواليد 1923)